# Ступица, Боян

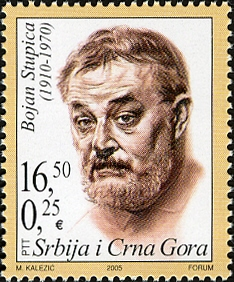
Боян Ступица на почтовой марке Сербии и Черногории. 2005 г.

Боян Ступица (словен. Bojan Stupica; 1 августа 1910, Любляна, Австро-Венгрия (сейчас Словения) — 22 мая 1970, Белград, СФРЮ) — югославский словенский актёр, режиссёр, сценограф
, архитектор, театральный педагог, театральный деятель.
Лауреат Государственной премии СФРЮ (1949).

## Биография
Окончил архитектурный факультет Люблянского университета. Путешествовал по Европе, знакомясь с театральной деятельностью. Будучи студентом, участвовал в любительских театральных труппах как актёр, режиссёр и художник. В 1934—1940 годах на сценах Марибора, Любляны и Белграда поставил 28 спектаклей, один из которых в столице — «Мольер» М. Булгакова был запрещён к показу.
Во время Второй мировой войны был арестован оккупантами, репрессирован и в 1942 г. интернирован в фашистский концлагерь под Удине. Через год был освобождён из лагеря, но он не мог ходить.
В 1945 году вернулся в театр — на костылях и был назначен помощником режиссёра Национального театра в Любляне. Менее чем за два года, независимо от состояния здоровья, осуществил десяти премьер с собственными сценографиями.
В 1946 году знакомился с работой советских театров в Москве и Ленинграде, результатом чего явилось исследование для основания Центрального югославского театра.
В 1948 году — один из создателей Югославского драматического театра в Белграде, где в 1947—1955 г. и в 1957—1963 годах был режиссёром и художественным руководителем. В 1955—1957 годах — директор хорватского Национального театра в Загребе. С 1964 году — режиссёр Национального театра в Белграде.
За два с половиной года реконструировал Хорватский национальный театр в художественном и репертуарном плане.
Автор проекта театра Atelier 212 в Белграде.
Преподавал в Академии исполнительских искусств в качестве профессора актёрского мастерства и режиссуры:
в Любляне (1945—1947), Белграде (1948—1949) и Загребе (1955—1957).
Снялся, как актёр в 8 кинолентах, срежиссировал - 3 фильма.
Его женой была актриса Мира Ступица.
Похоронен на Новом кладбище Белграда.

## Избранные постановки
- «Корали Бетайнове» Цанкара (1948, Югославский драмтеатр),
- «Дядя Ваня»,
- «Любовь Яровая» (1948, там же),
- «Таланты и поклонники» (1948),
- «Дундо Маройе» Држича (1949, Югосл. драм. т-р, Гос. пр., 1949; 1957, пражский Национальный театр; 1962, Театр им. Вахтангова, Москва),
- «Фуэнтеовехуна» (1951, Югославский драмтеатр).

## Награды
- Государственная премия СФРЮ (1949)
- Лауреат Премии Франце Прешерна (1968)

## Память
- С 1970 года вручается премия Бояна Ступицы за лучшую постановку театрального спектакля.